# Jeanne Charlotte de Luçay
Jeanne Charlotte Papillon d'Auteroche (1769-1845), dite la comtesse de Luçay, est une personnalité française du Premier Empire. Elle fut une des dames du palais de l'impératrice Joséphine puis la dame d'atours de l'impératrice Marie-Louise d'Autriche de 1810 à 1814.

## Biographie
Jeanne Charlotte est la fille de Nicolas Jacques Papillon d'Auteroche (1730-1794), fermier général, et de Marie Antoinette Louise Bremont; elle est aussi la nièce de Denis Pierre Jean Papillon de La Ferté, intendant des Menus plaisirs de la Maison du roi. Le 24 avril 1786, c'est dans la chapelle de l’Hôtel des Menus Plaisirs à Paris que Mgr de Beauvais, ancien évêque de Senez, célèbre son mariage avec Jean-Baptiste-Charles Legendre de Luçay (1754-1836), fermier général à la suite de son père puis premier préfet du palais sous l'Empire. Leur fils Napoléon Legendre de Luçay (1803-1875), est préfet de la Mayenne et leur fille épousera le comte Philippe-Paul de Ségur. 

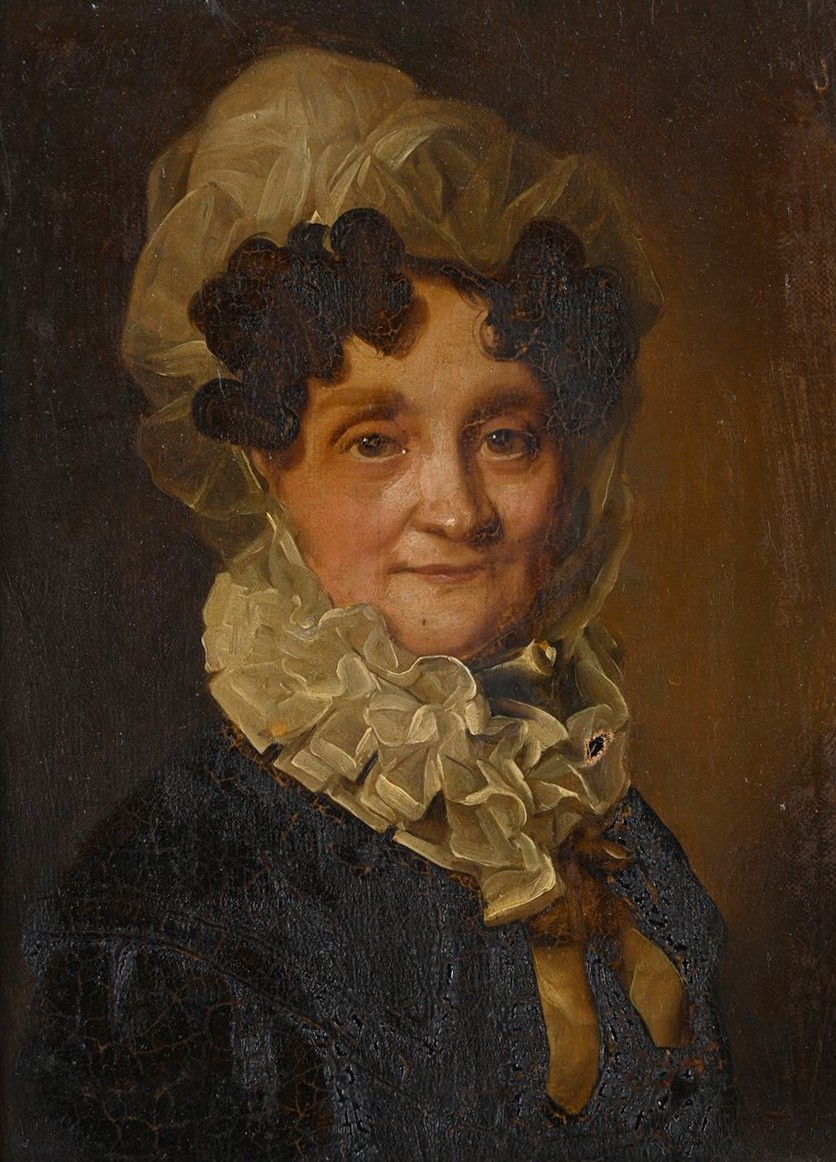
Portrait de Jeanne Charlotte Papillon d'Auteroche, comtesse de Luçay, par Louis Léopold Boilly

Elle fait partie des dames du palais nommées par Napoléon quand il constitua sa cour en 1802. Elle participa au couronnement du couple impérial le 2 décembre 1804 et fut chargée d'accueillir Catherine de Wurtemberg, future épouse de Jérôme Bonaparte, en 1807. Elle était décrite comme étant une personne jolie et présentant de bonnes manières qui évitait de blesser ses ennemis et qui avait le courage de défendre les personnes tournées en dérision. Elle avait de plus les qualités requises pour exercer sa fonction à la cour : elle était connue pour son bon goût et lançait des modes qui étaient suivies par toute la haute société. 
Quand Napoléon répudia Joséphine pour épouser Marie-Louise d'Autriche, Jeanne Charlotte fit partie de la suite chargée d'accueillir l'archiduchesse et de l'escorter au château de Compiègne. Quand la maison de l'impératrice fut formée, elle succéda à Émilie de Beauharnais comme dame d'atours. Elle occupait la deuxième fonction la plus prestigieuse de la maison impériale et était responsable de la garde-robe, des bijoux et de toutes les dépenses leur étant liées. Elle s'est aussi chargée de la charité et des aumônes, car sa supérieure, la duchesse de Montebello, s'y intéressait peu. Elle était présente lors de la naissance du roi de Rome le 20 mars 1811. 
Jeanne Charlotte de Luçay resta au service de Marie-Louise jusqu'au 11 avril 1814, après l'abdication de Napoléon et avant le départ de l'impératrice pour l'Autriche. Son époux retrouva brièvement son emploi à la cour durant les Cent-Jours, mais le couple se retira définitivement de la vie publique après la Restauration.